# Noegus australis
Noegus australis är en spindelart som först beskrevs av Cândido Firmino de Mello-Leitão 1941.  
Noegus australis ingår i släktet Noegus och familjen hoppspindlar. Inga underarter finns listade i Catalogue of Life.